# Spermacoce subvulgata
Spermacoce subvulgata är en måreväxtart som först beskrevs av Karl Moritz Schumann, och fick sitt nu gällande namn av José Gonçalves García. Spermacoce subvulgata ingår i släktet Spermacoce och familjen måreväxter.

## Underarter
Arten delas in i följande underarter:
- S. s. quadrisepala
- S. s. subvulgata